# Сунань-Югурский автономный уезд
Суна́нь-Югу́рский автоно́мный уе́зд (кит. упр. 肃南裕固族自治县, пиньинь Sùnán Yùgùzú zìzhìxiàn) — автономный уезд городского округа Чжанъе провинции Ганьсу (КНР). Название «Сунань» означает «к югу от Сучжоу».

## История
В эпоху Воюющих царств в этих местах жили усуни, юэчжи, затем эти места взяли под контроль сюнну. При империи Западная Хань во времена правления императора У-ди сюнну были разгромлены Хо Цюйбином, и эти места были присоединены к империи Хань; в 104 году до н. э. был создан округ Чжанъе (张掖郡). Во времена диктатуры Ван Мана он был в 9 году переименован в Шэпин (设屏郡), но после установления империи Восточная Хань округу в 27 году было возвращено прежнее название. В 144 году округ сильно пострадал от мощного землетрясения.
В 397 году Цзюцюй Мэнсунь провозгласил в этих местах образование государства Северная Лян. В 439 году Северная Лян была завоёвана государством Северная Вэй. После распада Северной Вэй эти места с 534 года оказались в составе государства Западная Вэй, и здесь был создан уезд Линьсун (临松县). При империи Северная Чжоу уезд Линьсун был расформирован.
Во времена государства Поздняя Лян в 911 году эти земли были завоёвана уйгурами, которые в 928 году покорились государству Поздняя Тан. В 1028 году тангуты создали государство Западная Ся, и эти земли вошли в его состав. Позднее тангутское государство было уничтожено монголами и эти земли вошли в состав империи Юань.
В 1949 году был создан Специальный район Чжанъе (张掖专区), и эти земли вошли в его состав. В 1950 году он был расформирован. В феврале 1954 года из южных частей уездов Гаотай, Цзюцюань и Чжанъе был образован Сунань-Югурский автономный район уездного уровня (肃南裕固族自治区(县级)), в 1955 году переименованный в Сунань-Югурский автономный уезд.
В 1955 году Специальный район Цзюцюань и Специальный район Увэй были объединены в Специальный район Чжанъе. В 1957 году в состав Сунань-Югурского автономного уезда были переданы части территорий уездов Миньлэ и Чжанъе. В 1959 году был произведён обмен территориями между Сунань-Югурским автономным уездом и провинцией Цинхай.
В 1970 году Специальный район Чжанъе был переименован в Округ Чжанъе (张掖地区). Постановлением Госсовета КНР от 1 марта 2002 года были расформированы округ Чжанъе и городской уезд Чжанъе, и образован городской округ Чжанъе.

## Административное деление
Автономный уезд делится на 2 посёлка, 3 волости и 3 национальные волости.